# Przykładny obywatel
Przykładny obywatel (ang. Cold Pursuit) –  zrealizowany w międzynarodowej koprodukcji film akcji z 2019 roku w reżyserii Hansa Pettera Molanda. Remake norweskiego filmu Obywatel roku (2014) autorstwa tego samego reżysera.

## Fabuła
Po przyznaniu tytułu „Obywatela Roku” przez fikcyjny ośrodek narciarski Kehoe w Kolorado spokojne życie kierowcy pługu śnieżnego Nelsa Coxmana zostaje zakłócone, gdy jego syn umiera z powodu przedawkowania heroiny. Wkrótce żona Nelsa, Grace, opuszcza go. On sam chce popełnić samobójstwo, gdy dowiaduje się, że jego syn został zamordowany przez kartel narkotykowy z Denver. Postanawia jednak dochodzić sprawiedliwości na własną rękę.

## Obsada
- Liam Neeson – Nels Coxman
- Tom Bateman – Trevor „Viking” Calcote
- Tom Jackson – White Bull Legrew
- Emmy Rossum – Kim Dash
- Domenick Lombardozzi – Mustang
- Julia Jones – Aya
- John Doman – John „Gip” Gipsky-
- Laura Dern – Grace
- Aleks Paunovic – Detective Osgard
- William Forsythe – Brock „Wingman” Coxman
- Raoul Trujillo – Giles „Thorpe” Wills
- Benjamin Hollingsworth – Tycho „Dexter” Hammel
- Michael Eklund – Steve „Speedo” Milliner
- Bradley Stryker - Jacob „Limbo” Rutman
- David O’Hara – Gallum „Sly” Ferrante
- Christopher Logan - Ameet „Shiv” Anand
- Nathaniel Arcand – Fredrick „Smoke” Alycott
- Ben Cotton – Timothy „Windex” Denois
- Arnold Pinnock – Leighton „The Eskimo” Deeds
- Wesley MacInnes – Dante Ferstel
- Elysia Rotaru – Diner Waitress
- Michael Adamthwaite – Jeff „Santa” Christensen

## Odbiór

### Box office
Budżet filmu jest szacowany na 60 milionów dolarów. W Stanach Zjednoczonych i w Kanadzie film zarobił 32 mln USD. W innych krajach przychody również wyniosły 44 mln, a łączny przychód 76 mln dolarów.

### Krytyka w mediach
Film spotkał się z umiarkowanie pozytywną reakcją krytyków. W serwisie Rotten Tomatoes 70% ze 173 recenzji jest pozytywne, a średnia ocen wyniosła 6,21/10. Na portalu Metacritic średnia ocen z 39 recenzji wyniosła 57 punktów na 100.